# Ramazan Tavşancıoğlu
Ramazan Tavsancioglu, em turco, Ramazan Tavşancıoğlu (Melbourne, 7 de junho de 1984) é um jogador de futebol australiano com ascendência turca.
Um jovem jogador dos Melbourne Knights, em 2003, Tavşancıoğlu recebeu uma avaliação de duas semanas no clube Ankaragücü. Depois de impressionar a equipe técnica do clube, ele assinou um contrato de quatro anos. No entanto, ele deixou a conclusão do primeiro ano de seu contrato depois de se sentir incomodado, fazendo apenas uma aparição em seu tempo no clube.
Ao regressar à Austrália, Tavşancıoğlu começou a jogar com o South Melbourne no Victorian Premier League. Tavsancioglu foi convidado a participar do A-League pelo clube Melbourne Victory em um contrato de curto prazo em 30 de dezembro de 2005. Ele jogou quatro partidas como reserva para o Victory devido a contusões aos membros regulares do esquadrão, antes de recomeçar seu mandato com South Melbourne no VPL, onde ele jogou na vitória do South Melbourne sobre Altona Magic na Grande Final de 2006.
Depois de um teste bem sucedido, ele foi contratado como substituto de curto prazo pela equipe da A-League, em novembro de 2010, após um hiato de cinco anos da liga para fornecer cobertura defensiva no lugar dos contundidos Eric Akoto e Chris Grossman.
Ele passou as temporadas VPL de 2011 e 2012 com Oakleigh Cannons, 2013 com Southern Stars FC e depois os dois primeiros anos da nova liga NPL com Dandenong Thunder SC.
Após o rebaixamento do Thunder do primeiro voo no final de 2015, Rama assinou com o ambicioso peso-pesado da liga Hume City FC.